# Ris (Puèi Domat)
Ris és un municipi francès situat al departament del Puèi Domat i a la regió d'Alvèrnia-Roine-Alps. L'any 2007 tenia 728 habitants.

## Demografia

### Població
El 2007 la població de fet de Ris era de 728 persones. Hi havia 314 famílies de les quals 100 eren unipersonals (52 homes vivint sols i 48 dones vivint soles), 91 parelles sense fills, 83 parelles amb fills i 40 famílies monoparentals amb fills.
La població ha evolucionat segons el següent gràfic:
Habitants censats

### Habitatges
El 2007 hi havia 422 habitatges, 312 eren l'habitatge principal de la família, 50 eren segones residències i 60 estaven desocupats. 407 eren cases i 10 eren apartaments. Dels 312 habitatges principals, 253 estaven ocupats pels seus propietaris, 50 estaven llogats i ocupats pels llogaters i 10 estaven cedits a títol gratuït; 2 tenien una cambra, 20 en tenien dues, 46 en tenien tres, 82 en tenien quatre i 163 en tenien cinc o més. 211 habitatges disposaven pel capbaix d'una plaça de pàrquing. A 120 habitatges hi havia un automòbil i a 150 n'hi havia dos o més.

### Piràmide de població
La piràmide de població per edats i sexe el 2009 era:
| Homes | Edats   | Dones |
| ----- | ------- | ----- |
| 0     | 95 o +  | 0     |
| 0     | 90 a 94 | 4     |
| 0     | 85 a 89 | 8     |
| 4     | 80 a 84 | 0     |
| 8     | 75 a 79 | 12    |
| 8     | 70 a 74 | 24    |
| 16    | 65 a 69 | 16    |
| 48    | 60 a 64 | 36    |
| 20    | 55 a 59 | 24    |
| 24    | 50 a 54 | 24    |
| 20    | 45 a 49 | 16    |
| 32    | 40 a 44 | 32    |
| 28    | 35 a 39 | 16    |
| 28    | 30 a 34 | 16    |
| 32    | 25 a 29 | 40    |
| 12    | 20 a 24 | 32    |
| 16    | 15 a 19 | 24    |
| 28    | 10 a 14 | 8     |
| 12    | 5 a 9   | 16    |
| 12    | 0 a 4   | 24    |

## Economia
El 2007 la població en edat de treballar era de 474 persones, 300 eren actives i 174 eren inactives. De les 300 persones actives 269 estaven ocupades (158 homes i 111 dones) i 31 estaven aturades (10 homes i 21 dones). De les 174 persones inactives 70 estaven jubilades, 32 estaven estudiant i 72 estaven classificades com a «altres inactius».

### Ingressos
El 2009 a Ris hi havia 310 unitats fiscals que integraven 743,5 persones, la mediana anual d'ingressos fiscals per persona era de 14.838 €.

### Activitats econòmiques
Dels 29 establiments que hi havia el 2007, 2 eren d'empreses extractives, 1 d'una empresa alimentària, 6 d'empreses de construcció, 8 d'empreses de comerç i reparació d'automòbils, 2 d'empreses de transport, 5 d'empreses d'hostatgeria i restauració, 2 d'empreses de serveis, 1 d'una entitat de l'administració pública i 2 d'empreses classificades com a «altres activitats de serveis».
Dels 11 establiments de servei als particulars que hi havia el 2009, 2 eren tallers de reparació d'automòbils i de material agrícola, 2 fusteries, 2 lampisteries, 1 electricista, 1 empresa de construcció i 3 restaurants.
Dels 2 establiments comercials que hi havia el 2009, 1 era una botiga de menys de 120 m² i 1 una botiga de roba.
L'any 2000 a Ris hi havia 9 explotacions agrícoles que ocupaven un total de 260 hectàrees.

## Equipaments sanitaris i escolars
El 2009 hi havia una escola elemental.

## Poblacions més properes
El següent diagrama mostra les poblacions més properes.